# José Fonseca
José Fonseca – meksykański bokser, srebrny medalista Igrzysk Ameryki Środkowej i Karaibów z roku 1938. W finałowej walce przegrał z reprezentantem Panamy Jackiem Ryanem.